# جوي دو بوا (أورن)
جوي دو بوا هي بلدية في أورن في شمال غرب فرنسا.